# Necrogammarus
Necrogammarus es un género de euriptéridos, un grupo extinto de artrópodos acuáticos. Los fósiles de Necrogammarus se han descubierto en depósitos de la edad del Silúrico Superior en Europa. Clasificado como parte de la familia Pterygotidae, el género contiene una especie, N. salweyi, de Herefordshire, Inglaterra. El nombre genérico significa "langosta muerta", derivada de la palabra del griego antiguo νεκρός (nekrós, "cuerpo muerto") y de la palabra latina gammarus ("langosta").
Históricamente clasificado como un milpiés o un crustáceo y una vez considerado como potencialmente el miriápodo más antiguo en el registro fósil, se reveló que Necrogammarus representa la sección fragmentaria de un gran euriptérido pterigótido en 1986. El fósil probablemente pertenece a Erettopterus o Pterygotus, ambos encontrados en la misma localidad, pero la falta de características diagnósticas clave en los restos de Necrogammarus hace que la asignación a ambos sea imposible.
Los pterigótidos se diferencian de otros euriptéridos por sus telsones (el segmento más posterior del cuerpo) aplanados y sus quelíceros (apéndices frontales) modificados, que terminan en quelas (garras) bien desarrolladas. Es probable que Necrogammarus haya compartido estas características, ya que todos los demás miembros de la familia las poseen.

## Historia de la investigación
El espécimen fósil referido a Necrogammarus fue recolectado por el coleccionista de fósiles Humphrey Salwey en la cantera de Church Hill en Leintwardine, Herefordshire, Inglaterra. John William Salter y Thomas Henry Huxley fueron los primeros en describir el espécimen, haciéndolo en 1859 y creyendo que representaba alguna forma de crustáceo. El espécimen fue descrito de nuevo como Necrogammarus salweyi, con el nombre genérico significando "langosta muerta" y el nombre de la especie honrando a Salwey, en 1870 por Henry Woodward, que creía que el fósil representaba un crustáceo anfípodo.
Ben Peach, aunque no observó el espécimen directamente (sino que estudió las figuras proporcionadas por autores anteriores) remitió el espécimen a Diplopoda en 1899, clasificándolo como un milpiés en lugar de como un crustáceo, basándose su nuevo diagnóstico en que el fósil aparecía preservar una extremidad unívoca y unos diplosegmentos (un par de segmentos fusionados). Otros autores, como J. E. Almond, sugirieron que Necrogammarus podría representar algún tipo de relación acuática con los miriápodos, o quizás incluso el miriápodo fósil más antiguo conocido hasta el momento.
Después del examen del fósil real en 1986, Paul Selden pudo determinar que Necrogammarus en realidad representaba los restos fósiles de un euriptérido pterigótido, ya que el espécimen representa el infracapítulo (una placa discreta formada por la fusión de las coxas palpales y el labro) y el palpo (el segundo par de apéndices) adjunto. Se conocen otros dos pterigótidos de la misma localidad, Pterygotus arcuatus y Erettopterus marstoni, pero Necrogammarus no se puede asignar a ninguno debido a que solo se diagnostican por las características del metastoma (una gran placa parte del abdomen), quelíceros y coxas, todos ellos faltando en el espécimen de Necrogammarus.